# 양을로
양을로(Yangeul-ro)는 전라남도 목포시 죽교동 죽교동사거리 에서 목포시 상동 이마트오거리 를 잇는 전라남도의 도로이다. 

## 주요 경유지
전라남도
- 목포시 (죽교동 - 용해동 - 상동)

## 노선
| 이름                    | 접속 노선     | 소재지 | 소재지 | 비고 |
| ----------------------- | ------------- | ------ | ------ | ---- |
| 죽교동사거리            | 북항로        | 목포시 | 죽교동 |      |
| 대성동사거리            | 청호로        | 목포시 | 죽교동 |      |
| 경찰서사거리            | 용당로        | 목포시 | 용해동 |      |
| 용해지하차도            |               | 목포시 | 용해동 |      |
| 양을산지하차도          |               | 목포시 | 용해동 |      |
|                         | 상동          | 목포시 |        |      |
| (이름없음) (상동교)     | 상동로        | 목포시 |        |      |
| 터미널사거리 (하당육교) | 영산로        | 목포시 |        |      |
| 이마트오거리            | 옥암로 하당로 | 목포시 |        |      |

## 주요 건물 및 시설
- CU 목포천년나무점 (양을로 42/대성동 222)
- 산정동행정복지센터 (양을로 144/산정동 264-20)
- 목포시청 (양을로 203/용당동 1188-2)
- 농협 목포시청출장소 (양을로 203/용당동 1188-2)
- KBS 목포방송국 (양을로 221/용당동 1188-3)
- 목포마리아회고등학교 (양을로 229/용당동 845-1)
- CU 목포양을로점 (양을로 232/용당동 1200-1)
- 용당파출소 (양을로 239/용해동 819-2)
- GS25 목포행복점 (양을로 249/용해동 1062)
- SK에너지 목포주유소 (양을로 253/용해동 816-2)